# USS 콜 사건

파손된 콜함의 모습

USS 콜 사건은 2000년 10월 12일 발생한 미국의 알레이버크급 이지스함인 USS 콜에 대한 알카에다의 자살 폭탄 테러 사건이다. 19명이 사망하고 39명이 부상했다.

## 개요
2000년 10월 21일 오전 미 해군 콜 구축함이 예멘의 아덴항 해군기지에 입항했다. 그때 노를 젓는 작은 보트에 타고 있는 2명이 손을 흔들면서 현측에 계속 접근하여 약간 부딪히는 순간 작은 불덩이를 내면서 폭파하였다.
폭발음이 항구 전체에 들렸으며 함 승조원 17명이 사망하고 39명이 부상당했으며 흘수선 위치에 40피트 파공이 생겼다. 곧바로 구축함은 침수가 시작되면서 기울기 시작하여 거의 침몰 직전에 보수통제가 되었다.

## 여파
이것은 알카에다의 또 다른 공격이었으며 1800년대 구형의 어뢰정도 전함을 침몰시키는데 사용할 수 있음을 보여주었다. 알카에다는 기술을 무기에 적용하지 않고 그들의 부대에 적용함으로써 콜 구축함에 접근하여 공격하는데 성공하였는바 이 테러방법이 바로 네트워크전의 한 공격방법인 벌떼공격법의 교과서적인 예이다.